# Реакція Міцунобу
Реакція Міцунобу (англ. Mitsunobu reaction) — хімічна реакція утворення естерів, зокрема з фенолів, у м'яких умовах (0—20 °C, у зневоднених метиленхлориді, тетрагідрофурані, N-метилморфоліні) при їхній взаємодії зі спиртами в присутності каталізаторів — діетилазодикарбоксилату (DEAD) й трифенілфосфіну. Реакція відкрита у 1960-их роках 
Використовується в комбінаторній хімії, в тому числі для прикріплення фенольних реагентів до полімерного носія, який містить гідроксильну групу.
Механізм реакції: